# 堺市立泉北高倉小学校
堺市立泉北高倉小学校（さかいしりつ せんぼくたかくら しょうがっこう）は、大阪府堺市南区にある公立小学校。
泉北ニュータウン泉ヶ丘地区の高倉台を校区とする。ニュータウンの開発進展により、1972年に現在の校地に堺市立高倉台小学校として新設開校した。なお校区在住の児童は開校前、堺市立三原台小学校および堺市立西陶器小学校へ通学していた。
その後ニュータウンの開発がさらに進み、1982年には堺市立高倉台西小学校が分離開校したが、2013年3月をもって高倉台・高倉台西の両校を統合し、泉北高倉小学校となった。

## 沿革
- 1971年9月29日 - 学校建設工事を開始。
- 1972年4月1日 - 堺市立高倉台小学校として開校。校区在住の2-6年生を三原台・西陶器の両小学校から編入。
- 1972年7月7日 - 開校記念式典を実施。この日を創立記念日とする。
- 1974年10月6日 - 校歌制定。
- 1982年4月1日 - 堺市立高倉台西小学校を分離。
- 1983年4月1日 - 堺市齲歯対策研究校に指定される。
- 2013年4月1日 - 高倉台・高倉台西の両校統合、高倉台小学校敷地に泉北高倉小学校開校。

## 通学区域
- 堺市南区 高倉台全域
  - ほとんどの卒業生は堺市立三原台中学校に進学する。

## 出身者
- 今井雅子 - 脚本家
- 森祐理 - ゴスペルシンガー

## 交通
- 南海バス 高倉台センターバス停 南へ約200 m。
- 南海泉北線 泉ケ丘駅 東へ約2 km。